# Mujeres Libres

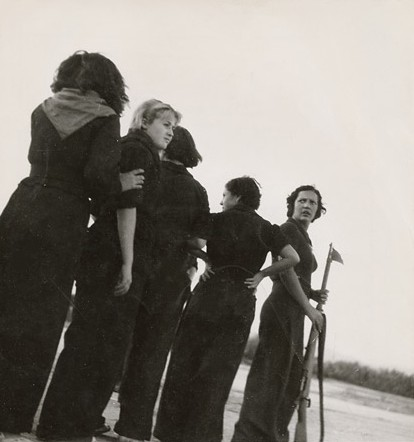
Milicianas treinam nos arredores de Barcelona, fotografadas por Gerda Taro em Agosto de 1936.

Mujeres Libres (no português Mulheres Livres)  foi uma organização anarquista e feminista espanhola criada oficialmente em 1936, atuando até fevereiro de 1939. Junto à Confederação Nacional do Trabalho, à Federação Ibérica da Juventude Libertária e à Federação Anarquista Ibérica constituiu uma das organizações clássicas do movimento libertário espanhol.
Apesar do trato igualitário entre homens e mulheres que propunha a CNT desde suas origens, muitas das mulheres que militavam no movimento observaram uma grande indiferença dos companheiros com relação às pautas femininas, percebendo a necessidade a de uma organização específica, que as contemplasse em suas especificidades, para desenvolver plenamente suas capacidades e sua luta política. Como fruto destas inquietações começam a se organizar e a surgir grupos. Em 1934 é criada em Barcelona o Grupo Cultural Feminino que junto com o grupo redator da revista Mujeres libres de Madrid no qual participam Lucía Sánchez Saornil, Mercedes Comaposada Guillén e Amparo Poch y Gascón, será o embrião da futura organização. A federação cresce rapidamente e se estima que em Outubro de 1938 tinha mais de 20.000 integrantes.
Em um contexto de grandes taxas de analfabestismo, principalmente atingindo a população feminina, a organização tinha como pauta o acesso das mulheres à educação, sua capacitação para o trabalho, e também a construção de locais que funcionariam como liberatórios de prostituição - locais que dariam às mulheres condições para sua emancipação. 
Nos anos 1970 do século XX houve intenção na Espanha de recriar esta organização e inclusive chegaram a ser formados alguns grupos, como, por exemplo, nas Astúrias,  onde antes havia uma federação regional composta pelos agrupamentos de Gijón e La Felguera. Também foi refundado um grupo em Barcelona, e seguramente alguns mais na Espanha.

## Revista

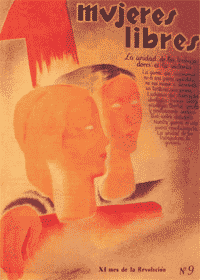
Capa da edição número 9 da revista "Mujeres Libres" (1938)

O primeiro número da revista Mujeres Libres, que seria mensal, foi publicado em maio de 1936. A revista chegaria a alcançar 14 publicações, sendo o último número publicado quando a frente da guerra civil chegou a Barcelona, não sobrando exemplares dessa última edição. A revista, direcionada às mulheres da classe operária, tinha como foco o despertar da consciência feminina em pró das ideias libertárias, mas principalmente prepará-las e capacitá-las para que tivessem condições de saber e autonômia próprios.

## Filmografia
- Vicente Aranda dirigiu o filme Libertarias cujas protagonistas são entre outras Ana Belén, Victoria Abril e Ariadna Gil. (1996)
- Documentário: Indomáveis, uma história de Mulheres Livres, dirigido por Juan Felipe e produzido por ZerikusiA. (2013)